# Alte Maße und Gewichte (Spanien)
Auf der iberischen Halbinsel waren auch nach der Reichseinigung 1492 bis zur Einführung des metrischen Systems seit 1852 zahlreiche Einheiten in Gebrauch. Die 1801 versuchte Normierung war besonders hinsichtlich der Definition der Meile (legua regular antigua) zu 6666⅔ Vara und der Verwendung des Pfundes (libra) von Avila (0,460093 kg) erfolgreich. Die verwendeten Einheiten wurden auch in den zentralamerikanischen Kolonien verwendet, wichen jedoch auch hier bald von den Vorbildern ab.

## Kastilien

### Längen
| punto   | Punkt   |             | = 0,16 mm  |
| línea   | Linie   | 12 puntos   | = 1,96 mm  |
| pulgada | Zoll    | 12 líneas   | = 2,36 cm  |
| pie     | Fuß     | 12 pulgadas | = 2,83 dm  |
| vara    | Elle    | 3 pies      | = 0,848 m  |
| paso    | Schritt | 5 pies      | = 1,413 m  |
| legua   | Meile   | 5000 varas  | = 4,240 km |

### Flächen und Hohlmaße
Das Acumbre war ein alt-kastilisches Weinmaß (2,0165 l) zu vier Cuartillos à 4 copas, das besonders auf Kuba noch lange gebräuchlich war. In Bilbao hatte es 2,22 l, in der Provinz Guipuzcoa 2,52 l.
Der Almud war einerseits Flächenmaß gleich ½ Fanegada bzw. 50 Quadrat-Vara. In Mexiko und Zentralamerika auch estajo genannt, dort 33,027 m², in Spanien 32,198–35,112 m². Als Getreidemaß in Mexiko hatte es 4,675 l (1/12 Fanegada), in Paraguay dagegen 24 l. Weiterhin wurde es in Portugal und Brasilien als Ölmaß verwendet.
Ein estadale, estado oder braza hatte vier Varas, was nach dem Gesetz 1801-52 3,344 m entsprach, die in den Provinzen benutzten Längen lagen zwischen 5½ und 15 Pies. Ein estadio hingegen entsprach 174,147 m in Spanien und 258,207 m in Portugal.

### Masse
| 1 tonelada      | Tonne            | 20 quintales | 2000   | 920,16 kg   |
| 1 quintal macho | Schwerer Zentner | 6 arrobas    | 125    | 69,012 kg   |
| 1 quintal       | Zentner          | 4 arrobas    | 100    | 46,008 kg   |
| 1 arroba        |                  | 25 libras    | 25     | 11,502 kg   |
| 1 libra         | Pfund            | 16 onzas     | 1      | 0,460 08 kg |
| 1 marco         | Mark             | 8 onzas      | 1/2    | 0,230 04 kg |
| 1 cuarterón     | Viertel          | 2 onzas      | 1/8    | 0,115 02 kg |
| 1 onza          | Unze             | 16 adarmes   | 1/16   | 28,755 8 g  |
| 1 ochava        | Drachme/Achtel   | 2 adarmes    | 1/128  | 3,594 g     |
| 1 adarme        |                  | 3 Tomines    | 1/256  | 1,797 g     |
| 1 tomine        |                  | 12 granos    | 1/768  | 599,06 mg   |
| 1 grano         | Gran             |              | 1/9216 | 49,92 mg    |

## Lokale Maße
Übersicht der im frühen 19. Jahrhundert in diversen spanischen Städten verwendeten Maße und Gewichte:
| Ort               | Vara („Rute“) (cm) | Libra („Pfund“ à 16 Unzen) (kg) | (Media) Cántara oder Arroba (Wein u. a.) (l) | Arroba (Öl) (l)                    | Media Fanega (Schüttgut) (l) | Legua (zu 6666⅔ Vara) (km)     |
| ----------------- | ------------------ | ------------------------------- | -------------------------------------------- | ---------------------------------- | ---------------------------- | ------------------------------ |
| Álava             | 0,836              | 0,4601                          | 16,133                                       | 12,563                             | 55,501 (Fanega)              | 5,5727                         |
| Albacete          | 0,837              | 0,458                           | 6,365                                        |                                    | 28,325                       |                                |
| Alicante          | 0,912              | 0,533 („Libra gruesa“ à 18 oz.) | 0,60                                         | 11,55                              | 20,775                       | 5,555                          |
| Almería           | 0,833              | 0,46001                         | 8,18 („media arroba“)                        | ---                                | 27,531                       | 5,573                          |
| Ávila             | 0,836              | 0,46001                         | 7,96 („media arroba“)                        | ---                                | 28,20                        |                                |
| Badajoz           | 0,836              | 0,46001                         | 8,21                                         | 6,21                               | 27,92                        | 5,573                          |
| Balearen          | 0,782              | 0,407                           |                                              |                                    | 35,17                        |                                |
| Barcelona         | 1,555 („cana“)     | 0,400 („medicinal:“ 0,300)      | 30,35 („barrilón“)                           | 4,15 („cuartán“)                   | 34,759                       |                                |
| Burgos            | 0,836              | 0,4001                          | 7,05                                         | ---                                | 27,17                        | 5,573                          |
| Cacéres           | 0,836              | 0,456                           | 1,73 („cuarto“)                              | 1,60 („cuarto“)                    | 26,88                        |                                |
| Cádiz             | 0,836              | 0,46001                         | 7,922                                        | 6,26                               |                              | 5,573                          |
| Kanarische Inseln | 0,842              | 0,46001                         | 5,08 (Santa Cruz) 5,34 (Las Palmas)          |                                    | 31,33 (Santa Cruz)           |                                |
| Castellon         | 0,906              | 0,358                           | 11,27                                        | 12,14                              | 16,60                        | 5,573                          |
| Ciudad Real       | 0,839              | 0,46001                         | 8,00                                         | 6,22                               | 27,29                        | 6,687                          |
| Córdoba           | 0,836              | 0,46001                         | 16,31                                        | ---                                | 27,60                        | 5,573                          |
| La Coruña         | 0,843              | 0,575                           | 15,58 (Wein) 16,43 (Aguardiente)             | 12,43                              | 16,15 (Mehl)                 | 5,573                          |
| Cuenca            | 0,836              | 0,46001                         | 7,88                                         | ---                                | 27,10                        |                                |
| Girona            | 1,559 („cana“)     | 0,400                           | 15,48 („mallal“)                             | ---                                | 18,08                        | 3,762 (4500 varas castellanas) |
| Granada           | 0,836              | 0,46001                         | 8,21                                         | ---                                | 27,35                        | 5,573                          |
| Guadalajara       | 0,836              | 0,46001                         | 8,21                                         | ---                                | 27,40                        |                                |
| Guipuzcoa         | 0,837              | 0,492                           |                                              |                                    | 27,65                        |                                |
| Huelva            | 0,836              | 0,46001                         | 7,89                                         | ---                                | 27,531                       | 5,573                          |
| Huesca            | 0,772              | 0,351                           | 9,98                                         | 0,37 („medida de libra“)           | 22,46                        | 4,1173 („hora de camino“)      |
| Jaén              | 0,839              | 0,46001                         | 8,02 („medida arroba de vino“)               | 7,12 („medida arroba de aceite“)   | 27,37                        |                                |
| León              | 0,836              | 0,46001                         | 7,92                                         | ---                                | 18,11                        |                                |
| Lérida            | 0,778              | 0,401                           | 11,38                                        | ---                                | 18,34                        |                                |
| Logroño           | 0,837              | 0,46001                         | 16,04                                        | ---                                | 27,47                        | 5,573                          |
| Lugo              | 0,855              | 0,573                           | 0,47 („cuartillo“)                           |                                    | 13,13                        |                                |
| Madrid            | 0,843              | 0,46001                         | 8,15                                         | ---                                | 27,67                        | 5,573                          |
| Málaga            | 0,836              | 0,46001                         | 8,33 („media arroba“)                        | ---                                | 26,97                        | 5,573                          |
| Murcia            | 0,836              | 0,46001                         | 7,80 („media arroba“)                        | ---                                | 27,64                        | 5,573                          |
| Navarra           | 0,785              | 0,372                           | 11,77                                        | 0,41 („libra para media aceite“)   | 28,13                        | 5,495                          |
| Orense            | 0,836              | 0,574                           | 15,96                                        | 13,88                              | 18,79                        |                                |
| Palencia          | 0,836              | 0,46001                         | 7,88                                         | 6,12                               | 27,7505                      |                                |
| Pontevedera       | 0,836              | 0,579                           | 16,35                                        | 15,58                              | 20,86                        |                                |
| Salamanca         | 0,836              | 0,46001                         | 7,99 („medio“)                               |                                    | 27,29                        | 5,573                          |
| Segovia           | 0,837              | 0,46001                         | 8                                            | ---                                | 27,30                        |                                |
| Sevilla           | 0,836              | 0,46001                         | 15,66                                        | ---                                | 27,35                        | 5,573                          |
| Soria             | 0,836              | 0,46001                         | 7,90                                         | ---                                | 27,57                        |                                |
| Teruel            | 0,768              | 0,367                           | 10,96                                        | ---                                | 21,40                        | 5,573                          |
| Toledo            | 0,837              | 0,46001                         | 8,12 („media cantara“)                       | 6,25 („media arroba“)              | 27,75                        | 5,573                          |
| Valencia          | 0,906              | 0,355                           | 10,77                                        | 11,93                              | 16,75                        |                                |
| Valladolid        | 0,836              | 0,46001                         | 7,82                                         | ---                                | 27,39                        | 5,573                          |
| Vizcaya           | 0,836              | 0,488                           |                                              | 6,74                               | 28,46                        | 5,573                          |
| Saragossa         | 0,772              | 0,350                           | 9,91                                         | 13,93 (aceite) 13,33 (aguardiente) | 22,42                        | 5,573                          |